# Rãnh Sunda

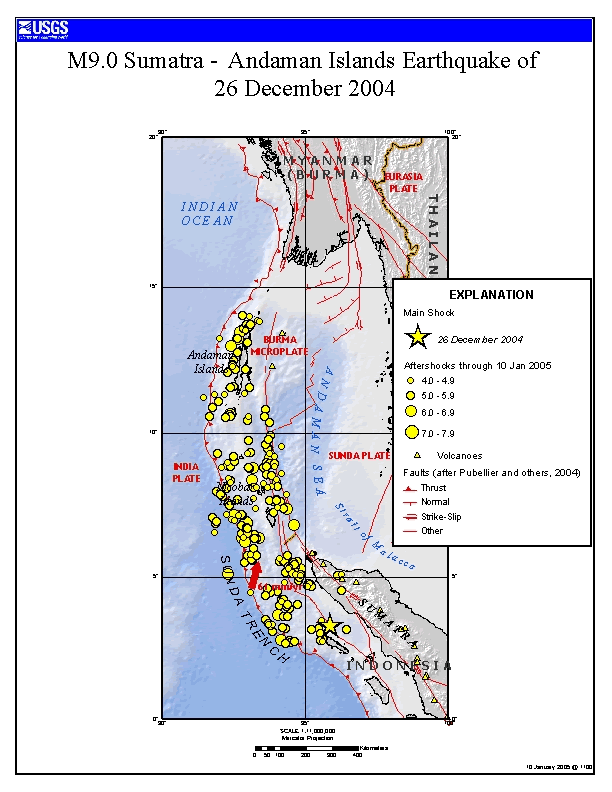
Bản đồ cho thấy hoạt động của trận động đất ở vùng lân cận rãnh Java vào khoảng thời gian trận động đất Ấn Độ Dương năm 2004. Biên soạn bởi Cục Khảo sát địa chất Hoa Kỳ.

Rãnh Sunda, trước đây được biết đến và đôi khi vẫn được chỉ định là Rãnh Java, là một rãnh đại dương nằm ở Ấn Độ Dương gần Sumatra, được hình thành nơi các mảng Capricorn của Úc chìm dưới một phần của mảng Á-Âu. Nó dài 3.200 km (2.000 mi). Độ sâu tối đa của nó là 7450 mét (24,440 feet)(ở 10 ° 19'S, 109 ° 58'E, cách thành phố Yogyakarta khoảng 320 km về phía nam), là điểm sâu nhất ở Ấn Độ Dương. Rãnh trải dài từ Quần đảo Sunda nhỏ hơn qua Java, xung quanh bờ biển phía nam Sumatra đến Quần đảo Andaman và tạo thành ranh giới giữa mảng Ấn-Úc và mảng Á-Âu (cụ thể hơn là mảng Sunda). Rãnh được coi là một phần của Vành đai lửa Thái Bình Dương cũng như một trong những rãnh của đại dương quanh rìa phía bắc của mảng Úc.
Năm 2005, các nhà khoa học tìm thấy bằng chứng cho thấy hoạt động động đất năm 2004 ở khu vực Rãnh Java có thể dẫn đến sự dịch chuyển thảm khốc hơn nữa trong một khoảng thời gian tương đối ngắn, có lẽ chưa đến một thập kỷ. Mối đe dọa này đã dẫn đến các thỏa thuận quốc tế để thiết lập một hệ thống cảnh báo sóng thần diễn ra dọc theo bờ biển Ấn Độ Dương.

## Đặc điểm
Trong khoảng một nửa chiều dài của nó, ngoài Sumatra, nó được chia thành hai máng song song bởi một sườn núi dưới nước, và phần lớn rãnh ít nhất chứa đầy một phần trầm tích. Các ánh xạ sau trận động đất ở Ấn Độ Dương năm 2004 của ranh giới mảng cho thấy sự tương đồng với cáp cầu treo, với các đỉnh và độ trễ, biểu thị cho asperity hình dạng nêm truyền thống dự kiến.

## Thăm dò
Một số khám phá sớm nhất về rãnh đã xảy ra vào cuối những năm 1950 khi Robert Fisher, Nhà nghiên cứu địa chất tại Viện Scripps Instography, đã điều tra rãnh này như một phần của cuộc thám hiểm lĩnh vực khoa học trên toàn thế giới của đáy đại dương thế giới và cấu trúc vỏ Trái Đất dưới đại dương. Phân tích tiếng bom, phân tích tiếng vang và áp kế là một số kỹ thuật được sử dụng để xác định độ sâu của rãnh. Nghiên cứu đã đóng góp cho sự hiểu biết về đặc tính hút chìm của lề Thái Bình Dương. Nhiều cơ quan khác nhau đã khám phá rãnh trong hậu quả của trận động đất năm 2004 và những cuộc thám hiểm này đã cho thấy những thay đổi sâu rộng dưới đáy đại dương.